# Beguda destil·lada

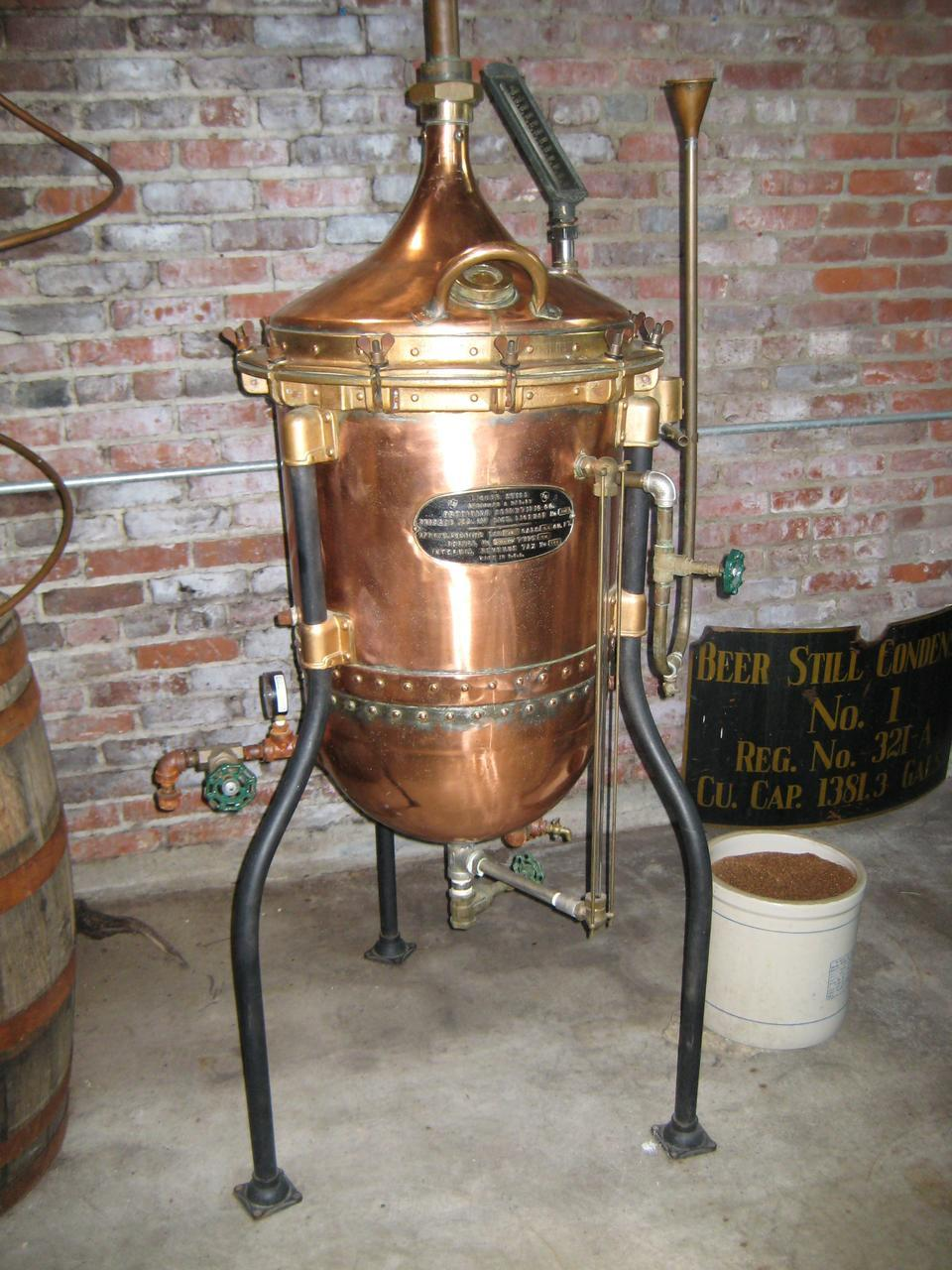
Un vell aparell per a fer whiskey.

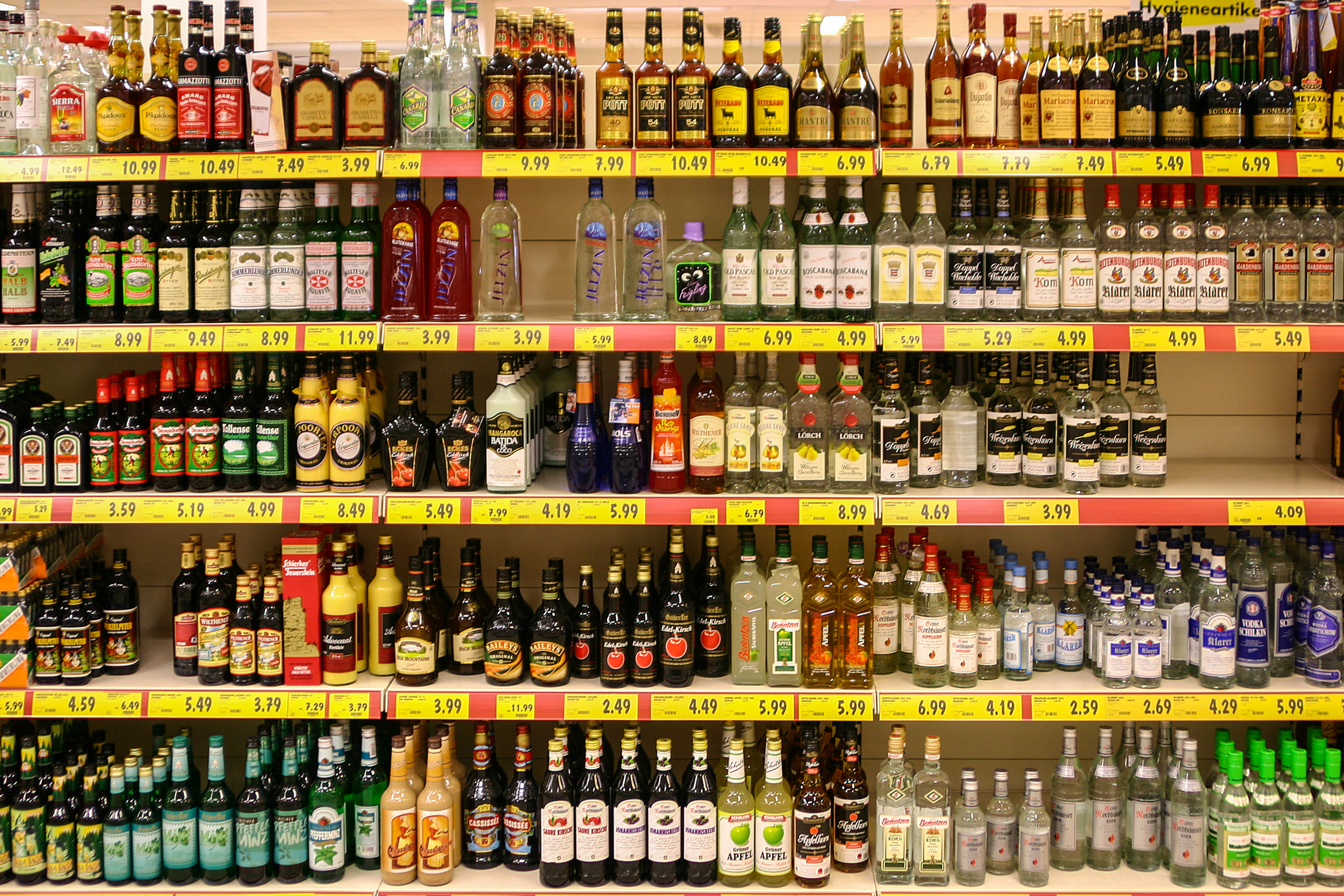
Disposició de begudes destil·lades en un supermercat.

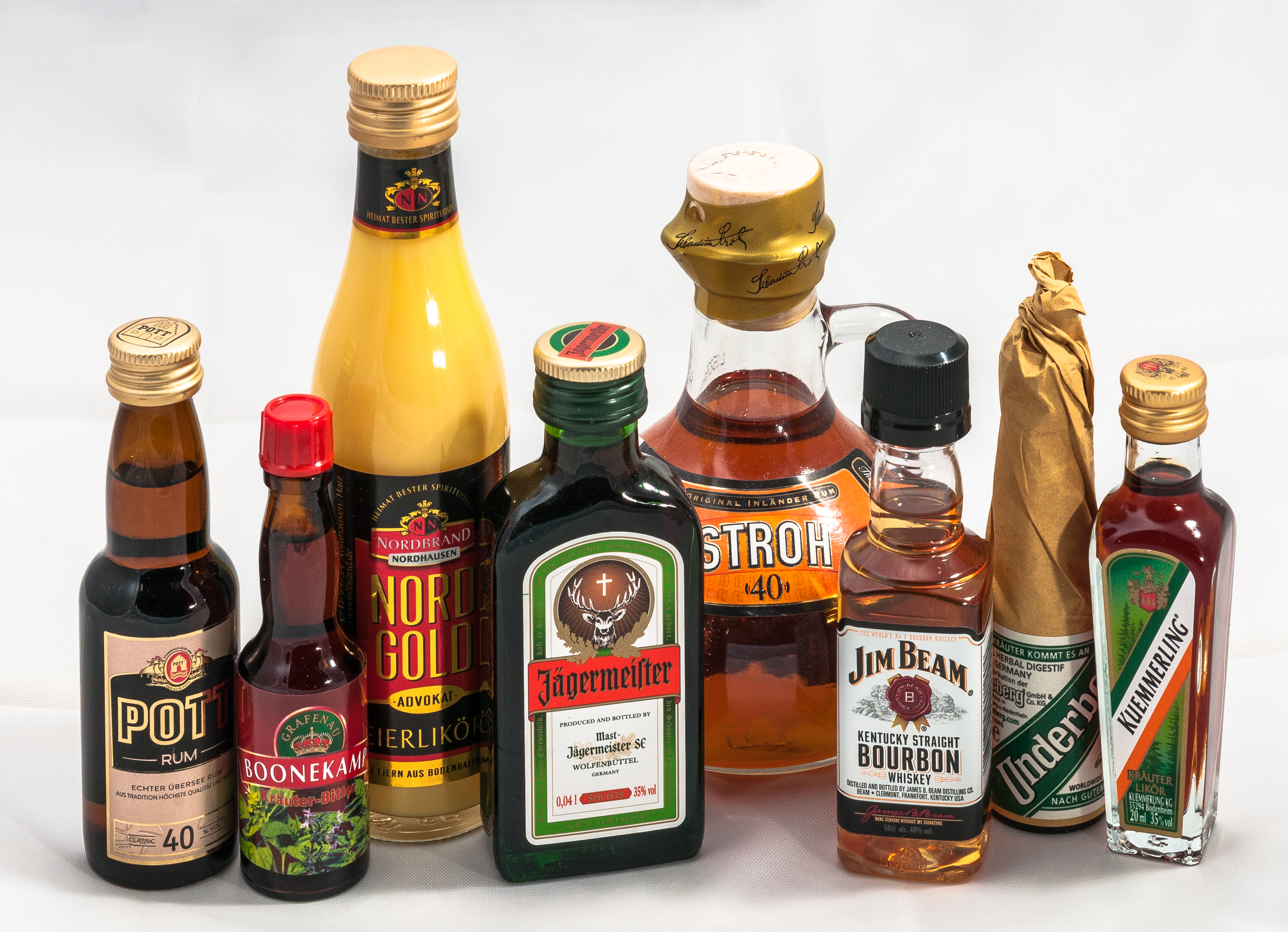

Una beguda destil·lada és la beguda que conté alcohol etanol, el qual és el producte de la destil·lació de productes fermentats: cereals, fruits o altres vegetals. Aquesta definició exclou begudes alcohòliques obtingudes per fermentació sense destil·lació com són, entre d'altres, la cervesa, el vi i la sidra.
Entre les begudes destil·lades més populars, sense sucre afegit, es troben el brandi, l'schnapps, la ginebra, el rom, el tequila, el vodka i el whisky.
Entre les begudes destil·lades amb sucre afegit i saboritzant es troba el Grand Marnier, el Frangelico i l'schnapps a l'estil americà.

## Història de les begudes destil·lades
A l'Àsia central i concretament a Mongòlia s'incrementava el percentatge d'alcohol de les begudes fermentades amb el sistema de congelar-les (durant l'hivern), però amb l'inconvenient que això només era possible fer-ho en climes amb hivern frígid i també que incrementava el contingut d'alcohols tòxics com ara el metanol.
Encara que els grecs i àrabs antics coneixien el sistema de la destil·lació, la primera evidència d'obtenció d'alcohol per destil·lació prové de l'Escola de Salerno al segle xii. El 1437, el brandi ja es menciona al comtat alemany de Katzenelnbogen. Paracels va donar a l'alcohol el seu nom modern manllevat d'una paraula àrab que significa "finament dividit".
A l'època medieval les begudes destil·lades es consideraven medicinals i van ser usades contra la pesta negra. Cap a 1400 es va descobrir com destil·lar a partir de cereals.
La destil·lació moderna empra un procés que bàsicament no ha canviat des del segle viii però ara s'hi incorporen mesures sanitàries i llevats industrials, i s'hi han afegit productes d'origen no euroasiàtic com el blat de moro i la patata.